# Градско поље (археолошко налазиште)
Градско поље је археолошко налазиште које се налази на територији данашњег Ниша, између турске тврђаве и комплекса техничких факултета. Око 300 метара северозападно од средишњег дела античког Наиса
откривени су остаци већег објекта током ископавања вршених 1987-1988. године. Грађевина се састојала од пет просторија, од којих је средишња била у облику октогона. Све просторије су имале подно грејање и систем хипокауста. Објекат је имао површину од 320 m². Грађевина је била украшена мермерном архитектонском деокрацијом, фрескама и мозаицима, организованим у појединачне тепихе са бордуром и пољима у пролазима између просторија.
Објекат је могао бити званична царска резиденција или стан важне личности која је имала јавну функцију у Наису. Сачувани мозаички подови идентични су по квалитету и геометријским мотивима с онима на Медијани .
У малтеру октогоналне просторије пронађен бронзани новац Максимина Даје, према чему се грађевина датује у почетак 4. века, односно после 309-310. године.